# Tschechische Botschaft Wien

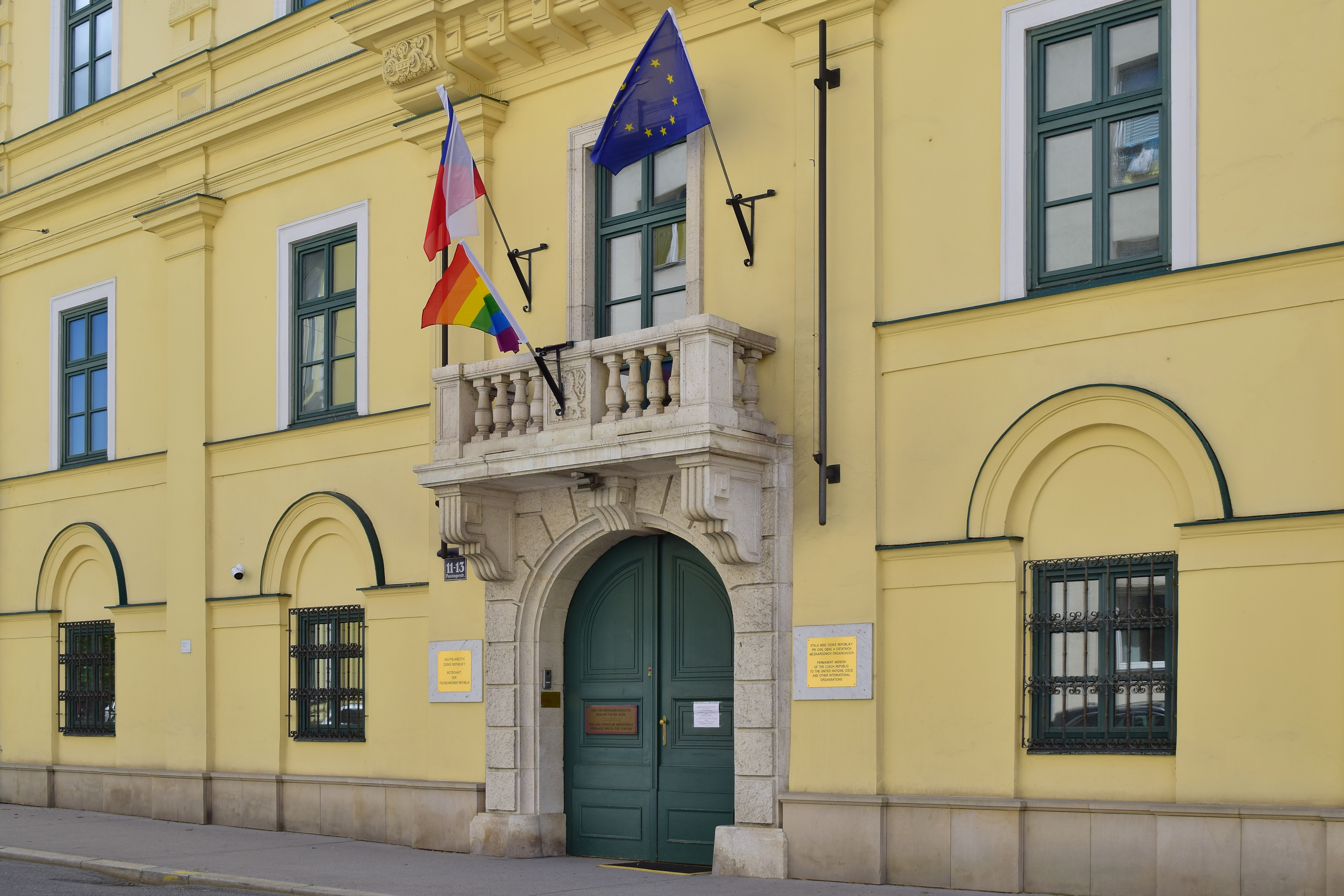
Tschechische Botschaft in Wien im Palais Cumberland

Die Tschechische Botschaft in Wien ist seit 1993 der Hauptsitz der diplomatischen Vertretung der Tschechischen Republik in Österreich. Sie ist gegenüber vom Schloss Schönbrunn im Barockpalais Cumberland untergebracht, das sich im 14. Wiener Gemeindebezirk befindet.

## Geschichte
Nach dem Zerfall der Habsburgermonarchie 1918 entstand für die neu gegründete Tschechoslowakei die Notwendigkeit einer diplomatischen Vertretung in Wien. Erster Bevollmächtigter und Verhandler mit der neuen Republik Österreich wurde der spätere Ministerpräsident Vlastimil Tusar. Nachdem die Botschaft vorübergehend im Palais Lobkowitz untergekommen war, richtete sie 1921 im Palais Cumberland ihren Sitz ein.
Nach dem Zweiten Weltkrieg wurden die österreichisch-tschechoslowakischen Beziehungen wieder Aufgenommen, aufgrund der Trennung durch den Eisernen Vorhang jedoch bald eingeschränkt.
Am 8. Jänner 1975 wurde die Gesandtschaft ebenso wie die österreichische Gesandtschaft in Prag in den Rang einer Botschaft erhoben.

## Organisation
Die Räumlichkeiten des Palais teilt sich die Botschaft mit der Ständigen Vertretung der Tschechischen Republik bei der Organisation für Sicherheit und Zusammenarbeit in Europa (OSZE), den Vereinten Nationen (UNO) und anderen internationalen Organisationen in Wien sowie mit den Agenturen für Handel und Tourismus (CzechTrade, Czechtourism).
Die Botschaft besteht aus den folgenden Referaten: Politische Abteilung, Wirtschafts- und Handelsabteilung, Verwaltungsabteilung, Kulturabteilung und Konsularabteilung. Im Verzeichnis des diplomatischen Korps vom BMEIA wurden im Februar 2023 insgesamt 13 Personen angeführt, die zum diplomatischen Personal der Botschaft zählten.

### Weitere Standorte der diplomatischen Mission
- Tschechisches Zentrum Wien Kulturabteilung der Botschaft: Herrengasse 17, Wien

- Honorarkonsulat in Graz: Amtsbereich: Kärnten/Steiermark, Gaslaternenweg 4, Graz

- Honorarkonsulat in Linz: Amtsbereich: Oberösterreich, Europaplatz 1a, Linz

- Honorarkonsulat Salzburg: Amtsbereich: Salzburg, Bayerhamerstraße 14c, Salzburg
- Honorarkonsulat Wattens: Amtsbereich: Tirol/Vorarlberg, Blattenwaldweg 8, 6112 Wattens

Die tschechischen Honorarkonsuln in Österreich sind: Alexander Swarovski, Clemens Chwoyka, Heinrich Schaller und Ägyd Pengg.